# Aeolochroma rufivaria
Aeolochroma rufivaria är en fjärilsart som beskrevs av W. Warren 1907. Aeolochroma rufivaria ingår i släktet Aeolochroma och familjen mätare. Inga underarter finns listade i Catalogue of Life.